# David J. Dunlop
David John Dunlop (* 30. Januar 1941 in Toronto) ist ein kanadischer Geophysiker.
Dunlop studierte Geologie an der University of Toronto mit dem Bachelor-Abschluss 1963, dem Master-Abschluss 1964 und der Promotion 1968. Als Post-Doktorand war er an der Universität Tokio und 1969/70 an der Universität Paris VI. 1970 wurde er Assistant Professor und 1978 Professor an der University of Toronto.
Er war Gastwissenschaftler am Lunar Science Institute und am Lyndon B. Johnson Space Center in Houston (1972), an der Universität Paris (1977/78), an der University of Leeds (1983), an der Sowjetischen Akademie der Wissenschaften (1980, 1982, 1988), am Tokyo Institute of Technology (1989) und der Universität Kyōto (1997, 2003), an der Ludwig-Maximilians-Universität München (1990), bei der CSIRO in Sydney (1992) und Gastprofessor an der Universität Montpellier (1997) und Paris (2004).
Er befasst sich mit dem Magnetismus von Gesteinen bei gewöhnlichen und sehr hohen Temperaturen, Mikromagnetismus (Theorie, Computer-Berechnungen und Beobachtung von Domänenstrukturen auch in Bezug auf physikalische Grundlagenforschung) und paläomagnetischen Hinweisen für die Plattentektonik im Präkambrium.
1999 erhielt er die Louis Néel Medal und die J. Tuzo Wilson Medal der Canadian Geophysical Union. Von 1983 bis 1985 war er Killam Research Fellow. Dunlop ist Fellow der Royal Society of Canada (1990) und Fellow der American Geophysical Union (1987), die ihm 2021 ihre John Adam Fleming Medal verlieh. Von 1985 bis 1987 war er Präsident der Canadian Geophysical Union und von 1992 bis 1994 Präsident der Sektion Geo- und Paläomagnetismus der American Geophysical Union.
Er ist mit der Geophysikerin Özden Özdemir verheiratet.

## Schriften
- mit Özden Özdemir: Rock magnetism – Fundamentals and Frontiers, Cambridge University Press 1997.
- Herausgeber Origin of thermoremanent magnetization: proceedings of AGU 1976 Fall annual meeting December 1976, San Francisco, Tokio 1977.